# Fem små grisar
Fem små grisar (originaltitel Five Little Pigs) är en detektivroman av Agatha Christie, först publicerad 1942 i USA med titeln Murder in Retrospect och i Storbritannien i januari 1943 (även om vissa källor uppger att publiceringen skedde i november 1942).
I boken utreder kriminalinspektör Hercule Poirot fem personer om ett mord som begåtts sexton år tidigare. Caroline Crale dog i fängelset efter att ha dömts för att ha mördat sin make, Amyas Crale, genom att förgifta honom. I sitt sista brev från fängelset hävdar hon att hon är oskyldig till mordet. Hennes dotter Carla Lemarchant ber Poirot att undersöka detta gamla fall, baserat på minnena hos de personer som står paret närmast.

## Handling
Sexton år efter att Caroline Crale dömdes för mordet på sin make Amyas, ber hennes tjugoettåriga dotter Carla Lemarchant Hercule Poirot att undersöka fallet på nytt, efter att hon fått ett brev från sin avlidna mor som hävdade att hon var oskyldig, vilket Carla tror är sant. Poirot går med på hennes begäran och konstaterar att det på morddagen i familjen Crales hem fanns fem andra personer närvarande, som Poirot kallar "de fem små grisarna" – börsmäklaren Philip Blake, amatörkemisten Meredith Blake (Philips bror), Carolines unga halvsyster Angela Warren, Angelas guvernant Cecilia Williams och Amyas målarmodell Elsa Greer. Polisen fann att Amyas var förgiftad av koniin, som hittades i ett glas som han hade druckit ur. Caroline erkände att hon stulit giftet från Merediths laboratorium och hade för avsikt att använda det för att begå självmord. Hon hade tagit med sig en kall flaska öl till Amyas och polisen tror att hon hade förgiftat den, eftersom Amyas hade en affär med hans modell Elsa.
Poirot intervjuar de fem andra misstänkta och konstaterar att ingen av dem har ett uppenbart motiv. Carolines halvsyster Angela är den enda som tror att Caroline var oskyldig. Han samlar ihop dem, tillsammans med Carla och hennes fästman och avslöjar att Caroline var oskyldig men valde att inte försvara sig eftersom hon trodde att Angela hade begått mordet. Även om Angela hade hanterat ölflaskan hade hon inte tillsatt något i den innan hennes syster tog den till Amyas. Caroline antog senare att hennes syster hade lagt till något i ölen som ett skämt, vilket orsakade Amyas död. När de var mycket yngre hade Caroline kastat en brevpress på Angela och skadat hennes ansikte och såg detta som ett sätt att sona den händelsen.
Poirot samlar ihop de fem misstänkta och uppger att mördaren var Elsa Greer. Hon hade tagit Amyas löfte att gifta sig med henne på allvar, omedveten om att han bara ville att hon skulle fortsätta som hans modell tills målningen var klar. Hon hörde Amyas försäkra sin fru om att han inte tänkte lämna henne. Hon kände sig sviken och att ville hämnas. Hon hade sett Caroline ta giftet från Merediths labb, så hon tog det från Carolines rum och lade det i ett glas varm öl som hon gav Amyas. När Caroline senare kom med en kall flaska öl kommenterade han att "allt smakar illa idag", och drack den kalla ölen ur flaskan. Detta tydde på att giftet hade funnits i glaset som Elsa hade gett honom. Poirots förklaring löser fallet till Carlas och hennes fästmans belåtenhet. Även om chanserna att få en benådning för Caroline eller en fällande dom mot Elsa är små med indicier, planerar Poirot att presentera sina fynd för polisen. När Elsa går därifrån hävdar hon att hon är det verkliga offret i fallet eftersom det är hon som måste leva med skulden.

## Karaktärer
- Hercule Poirot: den belgiske detektiven.
- Carla Lemarchant: dotter till Caroline och Amyas Crale; Hon föddes också som Caroline Crale och var 5 år gammal när hennes far mördades i deras hem, Alderbury.
- John Rattery: fästman till Carla.
- Amyas Crale: målare till yrket och en man som gillade sina målningar och älskarinnor, men älskade sin fru mest. Han mördades 16 år innan berättelsen börjar.
- Caroline Crale: hustru till Amyas, halvsyster till den yngre Angela Warren. Hon befanns skyldig till mordet på sin make och dog i fängelset inom ett år.
- Sir Montague Depleach: Försvarsadvokat i den ursprungliga rättegången.
- Quentin Fogg, KC: Junior för åklagarsidan i den ursprungliga rättegången.
- George Mayhew: son till Carolines advokat i den ursprungliga rättegången.
- Edmunds: Kontorist i Mayhews firma.
- Caleb Jonathan: Familjeadvokat för Crales.
- Polisinspektör Hale: Utredare i det ursprungliga fallet.

De fem personer som Poirot frågar, som han kallar "de fem små grisarna" efter barnvisan This Little Piggy, är:
- Philip Blake: en börsmäklare ("Den här lilla grisen gick till marknaden"). Han uttryckte förakt för Caroline, men var i själva verket attraherad av henne.
- Meredith Blake: Philips äldre bror, en tillbakadragen före detta amatörherbalist som äger den intilliggande egendomen Handcross Manor ("Den här lilla grisen stannade hemma"). Han hade vid ett tillfälle hoppats på att få gifta sig med Caroline, men efter mordet friade han till Elsa men fick avslag.
- Elsa Greer (Lady Dittisham): en bortskämd societetsdam, då tjugoårig älskarinna till Amyas Crale ("Den här lilla grisen åt rostbiff").
- Cecilia Williams: den hängivna guvernanten ("Den här lilla grisen hade ingen").
- Angela Warren: halvsyster till Caroline Crale, en vanställd arkeolog ("Den här lilla grisen grät 'wee wee wee' hela vägen hem"). Caroline vanställde henne som spädbarn i ett anfall av svartsjuka, en händelse som hon skämdes djupt över som vuxen och fick henne att vara överdrivet beskyddande mot Angela. Hon var tonåring vid tiden för mordet.

## Litterär betydelse och mottagande
Författaren och kritikern Maurice Willson Dishers recension i The Times Literary Supplement den 16 januari 1943 sammanfattade: "Ingen kriminalentusiast kommer att invända mot att historien om hur målaren dog måste berättas många gånger, för detta, även om det skapar ett intresse som är mer problem än intrig, visar författarens kusliga skicklighet. Svaret på gåtan är lysande."
J D Beresford skrev i The Guardians recension den 20 januari 1943: "... Christie sviker oss aldrig, och hennes Fem små grisar utgör ett mycket vackert problem för den geniale läsaren." Han drog slutsatsen att ledtråden om vem som hade begått brottet var "helt tillfredsställande".
Maurice Richardson recenserade romanen i The Observer den 10 januari 1943 och skrev: "Trots att det bara finns fem misstänkta, sätter Mrs Christie, som vanligt, en ring genom läsarens näsa och leder honom till en av sina förkrossande uppgörelser i sista minuten. Detta är väl i nivå med standarden för hennes mellersta Poirot-period. Mer behöver inte sägas."
Robert Barnard har starka lovord för denna roman och dess handling. Han anmärkte att det var "Mord-i-det-förflutna-komplotten på sitt första och bästa framträdande – acceptera inga senare ersättningar. Presentationen mer invecklad än vanligt, karakteriseringen mer subtil." Hans omdöme var att "Allt som allt är det en vackert skräddarsydd bok, rik och tillfredsställande. Den nuvarande författaren skulle vara villig att chansa med armen och säga att detta är den bästa Christie av alla."
Charles Osborne lovordade denna roman och sa att "Lösningen på mysteriet i Fem små grisar är inte bara omedelbart övertygande utan också tillfredsställande, och till och med rörande i sin oundviklighet och sin dysterhet."

## Referenser och allusioner

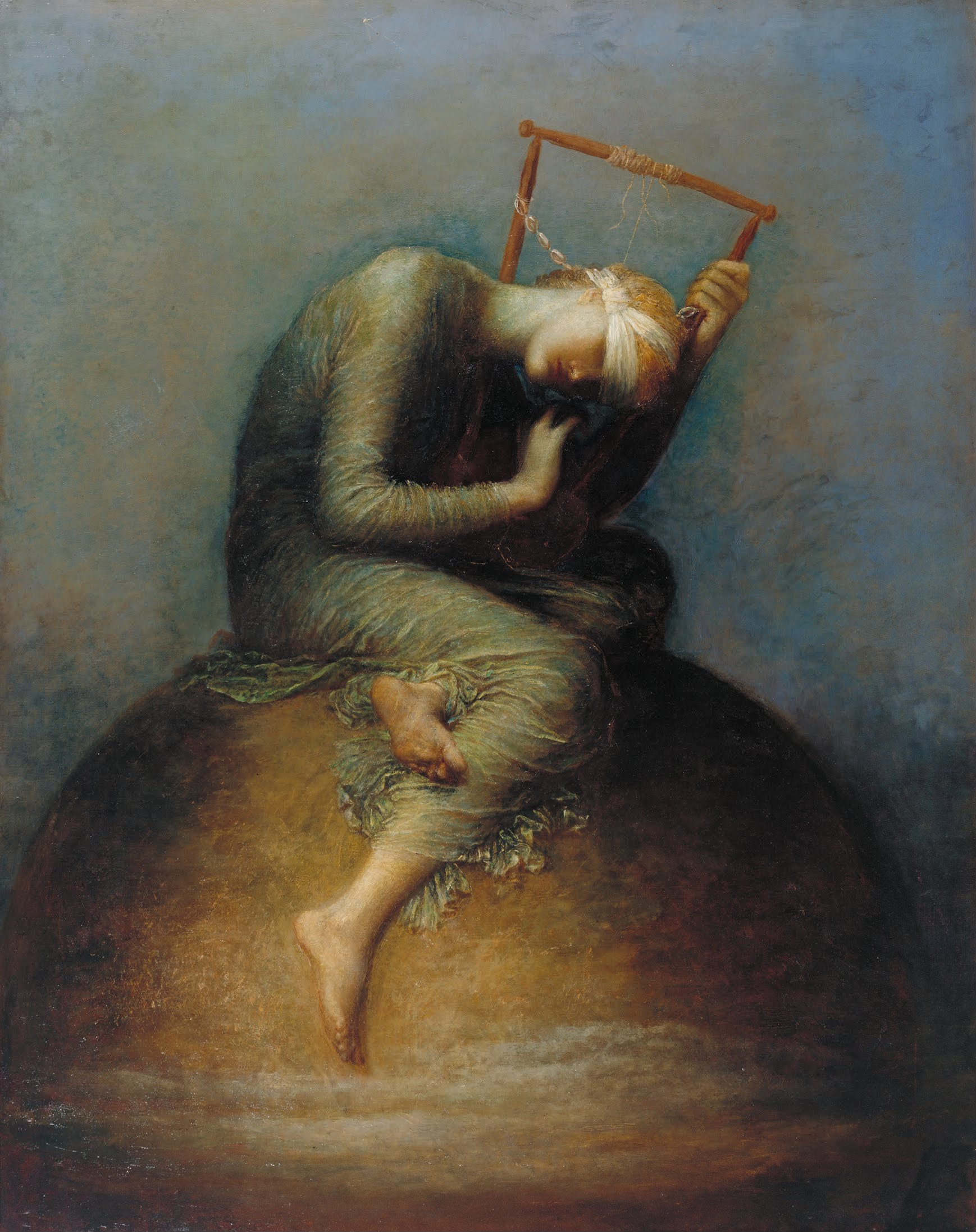
Hope av George Frederic Watts